# Nadvojvoda Lav Karlo Austrijski
Nadvojvoda Lav Karlo Austrijski (punim imenom nadvojvoda Lav Karlo Marija Ćiril Metod Habsburško-Lorenski, njem. Erzherzog Leo Karl Maria Kyrill Method von Habsburg-Lothringen; Pula, 5. srpnja 1893. - Bestwina, 28. travnja 1939.), časnik C. i kr. vojske i poljski vojnik.